# Stockholmsfotografier då och nu i färg
Stockholmsfotografier då och nu i färg visar utsnitt av Stockholms stadslandskap de gångna 100 åren. I Stockholms innerstad och i Klarakvarteren har omgestaltningen skett huvudsakligen genom Norrmalmsregleringen på 1950-, 1960- och 1970-talen, men även idag pågår en förnyelseprocess av byggnadsbeståndet som kan avläsas i stadens översiktsplaner, exempelvis Översiktsplan 1999, Promenadstaden och Vision Stockholm 2030. På andra håll är dock staden helt oförändrad. 
Att vara mån om Stockholms stadslandskap är en viktig uppgift för Stockholms skönhetsråd (formellt Rådet till skydd för Stockholms skönhet). Skönhetsrådet är ett organ inom Stockholms stad, vars syfte är att bevara de estetiska värdena i Stockholm. Rådet, som bildades redan 1919, granskar bland annat byggplaner och yttrar sig över olika slags projekt. Samfundet S:t Erik instiftades 1901 med uppgift att bland annat väcka intresse för att konstnärliga och historiska krav tillgodoses vid Stockholms omdaning och utveckling.
Stockholms stadslandskap illustreras i denna artikel med hjälp av färgfotografier tagna med samma blickvinkel och från samma kamerapunkt, men vid två olika tidpunkter. Bilderna visar färdigbyggda stadsmiljöer, inga rivnings- eller byggarbeten. Genom att uteslutande använda färgfotografier begränsas tidsspannet från 1910-talets mitt och framåt. Det längsta tidsintervallet är mellan 1915 och 2019 och visar den kulturhistoriska bebyggelsen längs med Nytorgets östra sida.
Bildparen ger även en liten inblick i färgfotograferingens utveckling under 1900-talet, från den tidiga autochromemetoden över diafilm till dagens digitalkamera. En flitig amatörfotograf som fångade många stockholmsmotiv var Gustaf W. Cronquist. År 1927 utgav han en liten skrift som behandlade Färgen i stadsbilden, där han uppmärksammade färgens betydelse i stadsmiljön. Med tiden hade Cronquist ett av Europas största privata färgbildarkiv med bortåt 50 000 fotografier, varav 2 500 bilder finns i Stadsmuseet i Stockholms samlingar och cirka 300 är utlagda på Stockholmskällan.

## Bilder
Sorterade i kronologisk ordning efter de äldre fotografierna.
| En vy från Nytorget mot öster över Kvarteret Bondesonen större 1915 respektive 2019. Husen i förgrunden härrör från 1700-talets första hälft och fram till 1800-talets början. Fastigheten är blåmärkt av Stadsmuseet, vilket innebär "att bebyggelsen bedöms ha synnerligen höga kulturhistoriska värden". Fotografiet till vänster är en tidig autochromplåt som togs av Karl Nordgård omkring år 1915. Han var anställd vid Stockholms stadsplanekommission och arbetade bland annat med att lösa stadens trafikproblem. |  | En vy från Nytorget mot öster över Kvarteret Bondesonen större 1915 respektive 2019. Husen i förgrunden härrör från 1700-talets första hälft och fram till 1800-talets början. Fastigheten är blåmärkt av Stadsmuseet, vilket innebär "att bebyggelsen bedöms ha synnerligen höga kulturhistoriska värden". Fotografiet till vänster är en tidig autochromplåt som togs av Karl Nordgård omkring år 1915. Han var anställd vid Stockholms stadsplanekommission och arbetade bland annat med att lösa stadens trafikproblem. |
| En vy från Nytorget mot öster över Kvarteret Bondesonen större 1915 respektive 2019. Husen i förgrunden härrör från 1700-talets första hälft och fram till 1800-talets början. Fastigheten är blåmärkt av Stadsmuseet, vilket innebär "att bebyggelsen bedöms ha synnerligen höga kulturhistoriska värden". Fotografiet till vänster är en tidig autochromplåt som togs av Karl Nordgård omkring år 1915. Han var anställd vid Stockholms stadsplanekommission och arbetade bland annat med att lösa stadens trafikproblem. |  | |

| I Klarakvarteren skedde en omfattande förändring av stadslandskapet i samband med Norrmalmsregleringen på 1950-, 1960- och 1970-talen, som vyn från Stadshustornet mot nordost illustrerar. Det blekta och något skadade färgfotografiet till vänster togs 1924 av Gustaf W. Cronquist på autochromplåt. Bilden till höger visar bebyggelsen i Klara i maj 2009. Orienteringspunkter är Klara kyrka och Stockholms centralstation nere till vänster. |  | I Klarakvarteren skedde en omfattande förändring av stadslandskapet i samband med Norrmalmsregleringen på 1950-, 1960- och 1970-talen, som vyn från Stadshustornet mot nordost illustrerar. Det blekta och något skadade färgfotografiet till vänster togs 1924 av Gustaf W. Cronquist på autochromplåt. Bilden till höger visar bebyggelsen i Klara i maj 2009. Orienteringspunkter är Klara kyrka och Stockholms centralstation nere till vänster. |
| I Klarakvarteren skedde en omfattande förändring av stadslandskapet i samband med Norrmalmsregleringen på 1950-, 1960- och 1970-talen, som vyn från Stadshustornet mot nordost illustrerar. Det blekta och något skadade färgfotografiet till vänster togs 1924 av Gustaf W. Cronquist på autochromplåt. Bilden till höger visar bebyggelsen i Klara i maj 2009. Orienteringspunkter är Klara kyrka och Stockholms centralstation nere till vänster. |  | |

| Fotografiet till vänster togs 1925 av Gustaf W. Cronquist på en autochromplåt och visar Stadsgårdens bebyggelse närmast Slussen. Här skedde stora förändringar i stadsbilden tills nästa bild som togs år 2010. Det enda huset som känns igen är det så kallade Sjömansinstitutets hus från 1914 som skymtar längs ut till vänster. Resten av bebyggelsen utgörs av de båda KF-husen. Det äldre är en ombyggnad från början av 1930-talet av det stora röda tegelhuset till höger som byggdes för Kooperativa förbundet mellan 1909 och 1912. Det nyare, även kallat "Glashuset", uppfördes på 1970-talet på platsen för bland annat Drottsgården. |  | Fotografiet till vänster togs 1925 av Gustaf W. Cronquist på en autochromplåt och visar Stadsgårdens bebyggelse närmast Slussen. Här skedde stora förändringar i stadsbilden tills nästa bild som togs år 2010. Det enda huset som känns igen är det så kallade Sjömansinstitutets hus från 1914 som skymtar längs ut till vänster. Resten av bebyggelsen utgörs av de båda KF-husen. Det äldre är en ombyggnad från början av 1930-talet av det stora röda tegelhuset till höger som byggdes för Kooperativa förbundet mellan 1909 och 1912. Det nyare, även kallat "Glashuset", uppfördes på 1970-talet på platsen för bland annat Drottsgården. |
| Fotografiet till vänster togs 1925 av Gustaf W. Cronquist på en autochromplåt och visar Stadsgårdens bebyggelse närmast Slussen. Här skedde stora förändringar i stadsbilden tills nästa bild som togs år 2010. Det enda huset som känns igen är det så kallade Sjömansinstitutets hus från 1914 som skymtar längs ut till vänster. Resten av bebyggelsen utgörs av de båda KF-husen. Det äldre är en ombyggnad från början av 1930-talet av det stora röda tegelhuset till höger som byggdes för Kooperativa förbundet mellan 1909 och 1912. Det nyare, även kallat "Glashuset", uppfördes på 1970-talet på platsen för bland annat Drottsgården. |  | |

| En vy från Stigbergsgatan mot väst. Bilden till vänster fotograferades av Gustaf Cronquist 1925 på en autochromplåt (därav kornigheten i bilden). Högra bilden visar samma vy i januari 2017. Katarina kyrka i bakgrunden gömmer sig delvis bakom träden. Den historiska trähusbebyggelsen vid Stigbergsgatan är ett så kallat reservatsområde som ägs och förvaltas av AB Stadsholmen. |  | En vy från Stigbergsgatan mot väst. Bilden till vänster fotograferades av Gustaf Cronquist 1925 på en autochromplåt (därav kornigheten i bilden). Högra bilden visar samma vy i januari 2017. Katarina kyrka i bakgrunden gömmer sig delvis bakom träden. Den historiska trähusbebyggelsen vid Stigbergsgatan är ett så kallat reservatsområde som ägs och förvaltas av AB Stadsholmen. |
| En vy från Stigbergsgatan mot väst. Bilden till vänster fotograferades av Gustaf Cronquist 1925 på en autochromplåt (därav kornigheten i bilden). Högra bilden visar samma vy i januari 2017. Katarina kyrka i bakgrunden gömmer sig delvis bakom träden. Den historiska trähusbebyggelsen vid Stigbergsgatan är ett så kallat reservatsområde som ägs och förvaltas av AB Stadsholmen. |  | |

| Ett bildpar som visar Riksdagshuset med över 80 års mellanrum. Vy in i Stallkanalen mot öst med Stockholms slott i bakgrunden. År 1905 invigdes byggnaderna för Sveriges riksbank och Sveriges riksdag. 1983 övertog Riksdagen hela komplexet efter en om- och påbyggnad av huset. Ett tillskott under ombyggnationen är den så kallade Rännarbanan under Stallbron till höger. Fotografiet till vänster togs av fotografen Gustaf W. Cronquist år 1926 på autochromplåt. |  | Ett bildpar som visar Riksdagshuset med över 80 års mellanrum. Vy in i Stallkanalen mot öst med Stockholms slott i bakgrunden. År 1905 invigdes byggnaderna för Sveriges riksbank och Sveriges riksdag. 1983 övertog Riksdagen hela komplexet efter en om- och påbyggnad av huset. Ett tillskott under ombyggnationen är den så kallade Rännarbanan under Stallbron till höger. Fotografiet till vänster togs av fotografen Gustaf W. Cronquist år 1926 på autochromplåt. |
| Ett bildpar som visar Riksdagshuset med över 80 års mellanrum. Vy in i Stallkanalen mot öst med Stockholms slott i bakgrunden. År 1905 invigdes byggnaderna för Sveriges riksbank och Sveriges riksdag. 1983 övertog Riksdagen hela komplexet efter en om- och påbyggnad av huset. Ett tillskott under ombyggnationen är den så kallade Rännarbanan under Stallbron till höger. Fotografiet till vänster togs av fotografen Gustaf W. Cronquist år 1926 på autochromplåt. |  | |

| En vy från Långholmen över Riddarfjärden mot Marieberg på Kungsholmen visar ett stadslandskap i förändring. På bilden från 1926 syns i mitten en hög, vit byggnad: Mariebergs porslinsfabrik och nere vid stranden Triewalds malmgård omgiven av flera byggnader. På bilden från 2010 syns en ny siluett: DN-skrapan och SvD-huset från 1960-talet och höga bostadshus. Där porslinsfabriken fanns är numera byggnaden för Rysslands ambassad i Stockholm och Tierwalds Malmgård ligger ensamt vid stranden. Fotografiet från 1926 är taget av Gustaf W. Cronquist på en autochromplåt. |  | En vy från Långholmen över Riddarfjärden mot Marieberg på Kungsholmen visar ett stadslandskap i förändring. På bilden från 1926 syns i mitten en hög, vit byggnad: Mariebergs porslinsfabrik och nere vid stranden Triewalds malmgård omgiven av flera byggnader. På bilden från 2010 syns en ny siluett: DN-skrapan och SvD-huset från 1960-talet och höga bostadshus. Där porslinsfabriken fanns är numera byggnaden för Rysslands ambassad i Stockholm och Tierwalds Malmgård ligger ensamt vid stranden. Fotografiet från 1926 är taget av Gustaf W. Cronquist på en autochromplåt. |
| En vy från Långholmen över Riddarfjärden mot Marieberg på Kungsholmen visar ett stadslandskap i förändring. På bilden från 1926 syns i mitten en hög, vit byggnad: Mariebergs porslinsfabrik och nere vid stranden Triewalds malmgård omgiven av flera byggnader. På bilden från 2010 syns en ny siluett: DN-skrapan och SvD-huset från 1960-talet och höga bostadshus. Där porslinsfabriken fanns är numera byggnaden för Rysslands ambassad i Stockholm och Tierwalds Malmgård ligger ensamt vid stranden. Fotografiet från 1926 är taget av Gustaf W. Cronquist på en autochromplåt. |  | |

| En vy från Långholmen över Riddarfjärden mot öst med Stockholms rådhus och Stockholms stadshus i bakgrunden. I november 1935 förändrades stadslandskapet när Västerbron invigdes. Fotografiet från 1926 är taget av Gustaf W. Cronquist på en autochromplåt. |  | En vy från Långholmen över Riddarfjärden mot öst med Stockholms rådhus och Stockholms stadshus i bakgrunden. I november 1935 förändrades stadslandskapet när Västerbron invigdes. Fotografiet från 1926 är taget av Gustaf W. Cronquist på en autochromplåt. |
| En vy från Långholmen över Riddarfjärden mot öst med Stockholms rådhus och Stockholms stadshus i bakgrunden. I november 1935 förändrades stadslandskapet när Västerbron invigdes. Fotografiet från 1926 är taget av Gustaf W. Cronquist på en autochromplåt. |  | |

| En blick över Slussen före och efter att Slussens trafikkarusell byggdes visar stora förändringar i stadslandskapet. Trafiken på vattnet, på järnvägsspår och på land möttes vid Slussen och skapade "slusseländet". Problemet löstes med invigningen av nya Slussen 1935. Sedan dess har även Centralbron och tunnelbanan förändrat stadsbilden. Bilden till vänster är från 1928, bilden till höger från 2005, vy mot nordväst med Gamla stan i bakgrunden, Stockholms stadshus till vänster och Riddarholmskyrkans torn närmast mitten. Fotografiet från 1928 togs av Gustaf W. Cronquist. |  | En blick över Slussen före och efter att Slussens trafikkarusell byggdes visar stora förändringar i stadslandskapet. Trafiken på vattnet, på järnvägsspår och på land möttes vid Slussen och skapade "slusseländet". Problemet löstes med invigningen av nya Slussen 1935. Sedan dess har även Centralbron och tunnelbanan förändrat stadsbilden. Bilden till vänster är från 1928, bilden till höger från 2005, vy mot nordväst med Gamla stan i bakgrunden, Stockholms stadshus till vänster och Riddarholmskyrkans torn närmast mitten. Fotografiet från 1928 togs av Gustaf W. Cronquist. |
| En blick över Slussen före och efter att Slussens trafikkarusell byggdes visar stora förändringar i stadslandskapet. Trafiken på vattnet, på järnvägsspår och på land möttes vid Slussen och skapade "slusseländet". Problemet löstes med invigningen av nya Slussen 1935. Sedan dess har även Centralbron och tunnelbanan förändrat stadsbilden. Bilden till vänster är från 1928, bilden till höger från 2005, vy mot nordväst med Gamla stan i bakgrunden, Stockholms stadshus till vänster och Riddarholmskyrkans torn närmast mitten. Fotografiet från 1928 togs av Gustaf W. Cronquist. |  | |

| En vy från Mosebacke över Saltsjön mot norr. Bilden till vänster fotograferades av Gustaf Cronquist 1928 på en autochromplåt från sin bostad högt över Stadsgården, där KF sedermera byggde sina kontorshus. Från denna utsökta position dokumenterade Cronquist Stockholms liv och trafik under många år. Högra bilden visar samma vy i mars 2009 över Gamla stan, Blasieholmen och Skeppsholmen. |  | En vy från Mosebacke över Saltsjön mot norr. Bilden till vänster fotograferades av Gustaf Cronquist 1928 på en autochromplåt från sin bostad högt över Stadsgården, där KF sedermera byggde sina kontorshus. Från denna utsökta position dokumenterade Cronquist Stockholms liv och trafik under många år. Högra bilden visar samma vy i mars 2009 över Gamla stan, Blasieholmen och Skeppsholmen. |
| En vy från Mosebacke över Saltsjön mot norr. Bilden till vänster fotograferades av Gustaf Cronquist 1928 på en autochromplåt från sin bostad högt över Stadsgården, där KF sedermera byggde sina kontorshus. Från denna utsökta position dokumenterade Cronquist Stockholms liv och trafik under många år. Högra bilden visar samma vy i mars 2009 över Gamla stan, Blasieholmen och Skeppsholmen. |  | |

| Västerbron öppnades för trafik den 20 november 1935. Båda fotografier är tagna från Lilla Essingen, den till vänster av Gustaf W. Cronquist 1934 på autochromfilm, när bron nästan är fullbordad och fortfarande lyser rött av rostskyddsfärgen. Fotot till höger är från 2006. |  | Västerbron öppnades för trafik den 20 november 1935. Båda fotografier är tagna från Lilla Essingen, den till vänster av Gustaf W. Cronquist 1934 på autochromfilm, när bron nästan är fullbordad och fortfarande lyser rött av rostskyddsfärgen. Fotot till höger är från 2006. |
| Västerbron öppnades för trafik den 20 november 1935. Båda fotografier är tagna från Lilla Essingen, den till vänster av Gustaf W. Cronquist 1934 på autochromfilm, när bron nästan är fullbordad och fortfarande lyser rött av rostskyddsfärgen. Fotot till höger är från 2006. |  | |

| En närmare titt på Klarakvarteren från Stadshusets terrass mot öst illustrerar förändringar i Stockholms stadsbild kring Tegelbacken. Färgfotografiet till vänster togs 1935 av Gustaf W. Cronquist på autochromfilm. Bilden till höger visar bebyggelsen i februari 2009. Orienteringspunkter är ett av Stadshusbrons brovalv och Klara kyrka på vänstra sidan. |  | En närmare titt på Klarakvarteren från Stadshusets terrass mot öst illustrerar förändringar i Stockholms stadsbild kring Tegelbacken. Färgfotografiet till vänster togs 1935 av Gustaf W. Cronquist på autochromfilm. Bilden till höger visar bebyggelsen i februari 2009. Orienteringspunkter är ett av Stadshusbrons brovalv och Klara kyrka på vänstra sidan. |
| En närmare titt på Klarakvarteren från Stadshusets terrass mot öst illustrerar förändringar i Stockholms stadsbild kring Tegelbacken. Färgfotografiet till vänster togs 1935 av Gustaf W. Cronquist på autochromfilm. Bilden till höger visar bebyggelsen i februari 2009. Orienteringspunkter är ett av Stadshusbrons brovalv och Klara kyrka på vänstra sidan. |  | |

| Carl Milles skulpturgrupp Orfeusbrunnen framför Stockholms konserthus år 1936 respektive 2008. Färgfotot till vänster är en autochromplåt tagen av fotografen Gustaf W. Cronquist. Tempohuset syns i bakgrunden. |  | Carl Milles skulpturgrupp Orfeusbrunnen framför Stockholms konserthus år 1936 respektive 2008. Färgfotot till vänster är en autochromplåt tagen av fotografen Gustaf W. Cronquist. Tempohuset syns i bakgrunden. |
| Carl Milles skulpturgrupp Orfeusbrunnen framför Stockholms konserthus år 1936 respektive 2008. Färgfotot till vänster är en autochromplåt tagen av fotografen Gustaf W. Cronquist. Tempohuset syns i bakgrunden. |  | |

| Hötorget 1937 och 2007 med Ivar Tengboms Stockholms konserthus i bakgrunden, vy mot nordost. Det så kallade Tempohuset med röda respektive oranga markiser syns i bakgrunden. Fotografiet från 1937 togs av Gunnar Lundh. |  | Hötorget 1937 och 2007 med Ivar Tengboms Stockholms konserthus i bakgrunden, vy mot nordost. Det så kallade Tempohuset med röda respektive oranga markiser syns i bakgrunden. Fotografiet från 1937 togs av Gunnar Lundh. |
| Hötorget 1937 och 2007 med Ivar Tengboms Stockholms konserthus i bakgrunden, vy mot nordost. Det så kallade Tempohuset med röda respektive oranga markiser syns i bakgrunden. Fotografiet från 1937 togs av Gunnar Lundh. |  | |

| Tranebergsbron var ett annat stort infrastrukturprojekt som realiserades på 1930-talet. Bron invigdes 1934 men på 1990-talet var den starkt sliten och klarade inte längre den stora trafikbelastningen. Det beslöts att ett nytt, tredje brovalv skulle byggas och för att bevara stadsbilden intakt bestämdes även att den nya bron skulle likna den gamla. Tranebergsbron byggdes ut och renoverades 1999–2005. Det numera mycket blekta färgfotografi från 1937 togs av Gustaf W. Cronquist. |  | Tranebergsbron var ett annat stort infrastrukturprojekt som realiserades på 1930-talet. Bron invigdes 1934 men på 1990-talet var den starkt sliten och klarade inte längre den stora trafikbelastningen. Det beslöts att ett nytt, tredje brovalv skulle byggas och för att bevara stadsbilden intakt bestämdes även att den nya bron skulle likna den gamla. Tranebergsbron byggdes ut och renoverades 1999–2005. Det numera mycket blekta färgfotografi från 1937 togs av Gustaf W. Cronquist. |
| Tranebergsbron var ett annat stort infrastrukturprojekt som realiserades på 1930-talet. Bron invigdes 1934 men på 1990-talet var den starkt sliten och klarade inte längre den stora trafikbelastningen. Det beslöts att ett nytt, tredje brovalv skulle byggas och för att bevara stadsbilden intakt bestämdes även att den nya bron skulle likna den gamla. Tranebergsbron byggdes ut och renoverades 1999–2005. Det numera mycket blekta färgfotografi från 1937 togs av Gustaf W. Cronquist. |  | |

| Stadshusterrassen och utsikten över Riddarfjärden vid Stockholms stadshus är sig fortfarande lik efter över 70 år. Gunnar Lundhs foto med rykande ångfartyg är från 1938. Bilden till höger togs den 31 mars 2009 med turister som njöt av första vårvärmen. I bakgrunden syns Riddarholmen och Riddarholmskyrkans genombrutna torn. |  | Stadshusterrassen och utsikten över Riddarfjärden vid Stockholms stadshus är sig fortfarande lik efter över 70 år. Gunnar Lundhs foto med rykande ångfartyg är från 1938. Bilden till höger togs den 31 mars 2009 med turister som njöt av första vårvärmen. I bakgrunden syns Riddarholmen och Riddarholmskyrkans genombrutna torn. |
| Stadshusterrassen och utsikten över Riddarfjärden vid Stockholms stadshus är sig fortfarande lik efter över 70 år. Gunnar Lundhs foto med rykande ångfartyg är från 1938. Bilden till höger togs den 31 mars 2009 med turister som njöt av första vårvärmen. I bakgrunden syns Riddarholmen och Riddarholmskyrkans genombrutna torn. |  | |

| Biografen "Ripp", före detta "Biograf-Palatset" 1938 kort före rivningen för att ge plats åt Södergatan. På högra bilden är samma plats i november 2009 och där Ripp en gång fanns, ligger nu uppfartsrampen från Söderledstunneln. I bakgrunden syns byggnaden för Stadsmuseet i Stockholm. |  | Biografen "Ripp", före detta "Biograf-Palatset" 1938 kort före rivningen för att ge plats åt Södergatan. På högra bilden är samma plats i november 2009 och där Ripp en gång fanns, ligger nu uppfartsrampen från Söderledstunneln. I bakgrunden syns byggnaden för Stadsmuseet i Stockholm. |
| Biografen "Ripp", före detta "Biograf-Palatset" 1938 kort före rivningen för att ge plats åt Södergatan. På högra bilden är samma plats i november 2009 och där Ripp en gång fanns, ligger nu uppfartsrampen från Söderledstunneln. I bakgrunden syns byggnaden för Stadsmuseet i Stockholm. |  | |

| Norra bantorget i förändring. Bilden från 1939 visar ett öppet stadslandskap med Holger Bloms busstationen "Rotundan" i mitten. Bilden till höger visar samma vy med ett slutet stadslandskap och nyuppförda (2008) kontorshuset "Flat Iron Building". Stockholms bangård till höger och Klara kyrkas torn i bakgrunden är orienteringspunkter. Upphovsman till bilden från 1939 är stockholmsfotografen Gunnar Lundh. |  | Norra bantorget i förändring. Bilden från 1939 visar ett öppet stadslandskap med Holger Bloms busstationen "Rotundan" i mitten. Bilden till höger visar samma vy med ett slutet stadslandskap och nyuppförda (2008) kontorshuset "Flat Iron Building". Stockholms bangård till höger och Klara kyrkas torn i bakgrunden är orienteringspunkter. Upphovsman till bilden från 1939 är stockholmsfotografen Gunnar Lundh. |
| Norra bantorget i förändring. Bilden från 1939 visar ett öppet stadslandskap med Holger Bloms busstationen "Rotundan" i mitten. Bilden till höger visar samma vy med ett slutet stadslandskap och nyuppförda (2008) kontorshuset "Flat Iron Building". Stockholms bangård till höger och Klara kyrkas torn i bakgrunden är orienteringspunkter. Upphovsman till bilden från 1939 är stockholmsfotografen Gunnar Lundh. |  | |

| Malmskillnadsgatan före och efter Norrmalmsregleringen. Bilden till vänster är från 1946, bilden till höger från 2008, båda är tagna från Malmskillnadsgatan mot syd, norr om Kungsgatan. Byggnader på högra sidan är kvar liksom Kungstornen på vänstra sidan. Upphovsman till bilden från 1946 är stockholmsfotografen Gunnar Lundh. |  | Malmskillnadsgatan före och efter Norrmalmsregleringen. Bilden till vänster är från 1946, bilden till höger från 2008, båda är tagna från Malmskillnadsgatan mot syd, norr om Kungsgatan. Byggnader på högra sidan är kvar liksom Kungstornen på vänstra sidan. Upphovsman till bilden från 1946 är stockholmsfotografen Gunnar Lundh. |
| Malmskillnadsgatan före och efter Norrmalmsregleringen. Bilden till vänster är från 1946, bilden till höger från 2008, båda är tagna från Malmskillnadsgatan mot syd, norr om Kungsgatan. Byggnader på högra sidan är kvar liksom Kungstornen på vänstra sidan. Upphovsman till bilden från 1946 är stockholmsfotografen Gunnar Lundh. |  | |

| Stureplan i början av 1940-talet med Hotel Anglais i bakgrunden (rivet 1959) och en tidig trådbuss framför. Högra bilden är från 2007, i mitten syns Holger Bloms mötesplats Svampen från 1937 som revs 1987 och byggdes upp på nytt 1989, dock lite längre österut. Till höger ligger ingången till Sturegallerian som invigdes 1990. Fotot från 1939 togs av Gustaf W. Cronquist. |  | Stureplan i början av 1940-talet med Hotel Anglais i bakgrunden (rivet 1959) och en tidig trådbuss framför. Högra bilden är från 2007, i mitten syns Holger Bloms mötesplats Svampen från 1937 som revs 1987 och byggdes upp på nytt 1989, dock lite längre österut. Till höger ligger ingången till Sturegallerian som invigdes 1990. Fotot från 1939 togs av Gustaf W. Cronquist. |
| Stureplan i början av 1940-talet med Hotel Anglais i bakgrunden (rivet 1959) och en tidig trådbuss framför. Högra bilden är från 2007, i mitten syns Holger Bloms mötesplats Svampen från 1937 som revs 1987 och byggdes upp på nytt 1989, dock lite längre österut. Till höger ligger ingången till Sturegallerian som invigdes 1990. Fotot från 1939 togs av Gustaf W. Cronquist. |  | |

| Stockholms stadslandskap präglas av stadens läge mellan Mälaren och Östersjön. En blick från Västerbron mot öst över Riddarfjärden en vinterdag med 54 år mellanrum visar en nästan identisk stadsbild. I fjärran syns från vänster: Stadshustornet samt tornen för Storkyrkan, Riddarholmskyrkan och Tyska kyrkan. Färgfotografiet till vänster är taget av Gustaf W. Cronquist på Kodachrome. |  | Stockholms stadslandskap präglas av stadens läge mellan Mälaren och Östersjön. En blick från Västerbron mot öst över Riddarfjärden en vinterdag med 54 år mellanrum visar en nästan identisk stadsbild. I fjärran syns från vänster: Stadshustornet samt tornen för Storkyrkan, Riddarholmskyrkan och Tyska kyrkan. Färgfotografiet till vänster är taget av Gustaf W. Cronquist på Kodachrome. |
| Stockholms stadslandskap präglas av stadens läge mellan Mälaren och Östersjön. En blick från Västerbron mot öst över Riddarfjärden en vinterdag med 54 år mellanrum visar en nästan identisk stadsbild. I fjärran syns från vänster: Stadshustornet samt tornen för Storkyrkan, Riddarholmskyrkan och Tyska kyrkan. Färgfotografiet till vänster är taget av Gustaf W. Cronquist på Kodachrome. |  | |

| Skanstullsbron då och nu sedd från Skanskvarn. På bilden till vänster syns en av Stockholms äldre gröna tunnelbanevagnar och på bilden till höger kör den nya vagnen av typ C20 över bron. Sedan 1946 har bilden förändrats en hel del; 1984 invigdes ytterligare en högbro, Johanneshovsbron, och 2002 tillkom slutligen Fredriksdalsbron för Tvärbanan (som syns i förgrunden). På bilden från 1953 reser sig Åhléns Söders kända torn på Södermalms sida. Tornet och byggnaden finns kvar men döljs nu av Johanneshovsbrons höga spann. Byggnaden längst ner till vänster hör till Sundsta gård. Färgfotografiet från 1953 togs av Gustaf W. Cronquist. |  | Skanstullsbron då och nu sedd från Skanskvarn. På bilden till vänster syns en av Stockholms äldre gröna tunnelbanevagnar och på bilden till höger kör den nya vagnen av typ C20 över bron. Sedan 1946 har bilden förändrats en hel del; 1984 invigdes ytterligare en högbro, Johanneshovsbron, och 2002 tillkom slutligen Fredriksdalsbron för Tvärbanan (som syns i förgrunden). På bilden från 1953 reser sig Åhléns Söders kända torn på Södermalms sida. Tornet och byggnaden finns kvar men döljs nu av Johanneshovsbrons höga spann. Byggnaden längst ner till vänster hör till Sundsta gård. Färgfotografiet från 1953 togs av Gustaf W. Cronquist. |
| Skanstullsbron då och nu sedd från Skanskvarn. På bilden till vänster syns en av Stockholms äldre gröna tunnelbanevagnar och på bilden till höger kör den nya vagnen av typ C20 över bron. Sedan 1946 har bilden förändrats en hel del; 1984 invigdes ytterligare en högbro, Johanneshovsbron, och 2002 tillkom slutligen Fredriksdalsbron för Tvärbanan (som syns i förgrunden). På bilden från 1953 reser sig Åhléns Söders kända torn på Södermalms sida. Tornet och byggnaden finns kvar men döljs nu av Johanneshovsbrons höga spann. Byggnaden längst ner till vänster hör till Sundsta gård. Färgfotografiet från 1953 togs av Gustaf W. Cronquist. |  | |

| Hamngatan före och efter Norrmalmsregleringen. Bilden till vänster är från 1956, bilden till höger från 2008, båda är tagna från Malmskillnadsgatan mot öst. Bara två byggnader är kvar: NK på vänstra sidan Hamngatan och huset med brun fasad intill NK. Fotografiet från 1956 togs av Håkan Trapp. |  | Hamngatan före och efter Norrmalmsregleringen. Bilden till vänster är från 1956, bilden till höger från 2008, båda är tagna från Malmskillnadsgatan mot öst. Bara två byggnader är kvar: NK på vänstra sidan Hamngatan och huset med brun fasad intill NK. Fotografiet från 1956 togs av Håkan Trapp. |
| Hamngatan före och efter Norrmalmsregleringen. Bilden till vänster är från 1956, bilden till höger från 2008, båda är tagna från Malmskillnadsgatan mot öst. Bara två byggnader är kvar: NK på vänstra sidan Hamngatan och huset med brun fasad intill NK. Fotografiet från 1956 togs av Håkan Trapp. |  | |

| Vid Gubbängstorget öppnade 1953 biografen "City", som var en av 1950-talet biografsatsningar i Stockholms nya förorter. Liksom för hela centrumbebyggelsen var även "Citys" arkitekt Curt Strehlenert på HSB:s arkitektkontor. I juni 1973 lades biografverksamheten ner. Till vänster: Knuttegäng utanför "City" 1958. Man ger "Evas tre ansikten". Till höger: Samma plats i november 2010. Fasaden är numera gul avfärgad, men texten "City" står kvar om än i en annan färg. Moment:teater finns numera i lokalen. |  | Vid Gubbängstorget öppnade 1953 biografen "City", som var en av 1950-talet biografsatsningar i Stockholms nya förorter. Liksom för hela centrumbebyggelsen var även "Citys" arkitekt Curt Strehlenert på HSB:s arkitektkontor. I juni 1973 lades biografverksamheten ner. Till vänster: Knuttegäng utanför "City" 1958. Man ger "Evas tre ansikten". Till höger: Samma plats i november 2010. Fasaden är numera gul avfärgad, men texten "City" står kvar om än i en annan färg. Moment:teater finns numera i lokalen. |
| Vid Gubbängstorget öppnade 1953 biografen "City", som var en av 1950-talet biografsatsningar i Stockholms nya förorter. Liksom för hela centrumbebyggelsen var även "Citys" arkitekt Curt Strehlenert på HSB:s arkitektkontor. I juni 1973 lades biografverksamheten ner. Till vänster: Knuttegäng utanför "City" 1958. Man ger "Evas tre ansikten". Till höger: Samma plats i november 2010. Fasaden är numera gul avfärgad, men texten "City" står kvar om än i en annan färg. Moment:teater finns numera i lokalen. |  | |

| På detta fotopar visas hur trakten kring Galärvarvet på Södra Djurgården förändrades på cirka 40 år. Området var fram till 1969 en del av Stockholms örlogsvarv. På bilden till vänster syns Nordiska museet och varvets hamnområde. På bilder till höger har Vasamuseets faluröda byggnad (invigd 1990) tillkommit samt museihamnen framför. Byggnaden placerades tvärs över Stockholms örlogsvarvets stora torrdocka från 1878, i själva dockan ligger regalskeppet Vasa. |  | På detta fotopar visas hur trakten kring Galärvarvet på Södra Djurgården förändrades på cirka 40 år. Området var fram till 1969 en del av Stockholms örlogsvarv. På bilden till vänster syns Nordiska museet och varvets hamnområde. På bilder till höger har Vasamuseets faluröda byggnad (invigd 1990) tillkommit samt museihamnen framför. Byggnaden placerades tvärs över Stockholms örlogsvarvets stora torrdocka från 1878, i själva dockan ligger regalskeppet Vasa. |
| På detta fotopar visas hur trakten kring Galärvarvet på Södra Djurgården förändrades på cirka 40 år. Området var fram till 1969 en del av Stockholms örlogsvarv. På bilden till vänster syns Nordiska museet och varvets hamnområde. På bilder till höger har Vasamuseets faluröda byggnad (invigd 1990) tillkommit samt museihamnen framför. Byggnaden placerades tvärs över Stockholms örlogsvarvets stora torrdocka från 1878, i själva dockan ligger regalskeppet Vasa. |  | |

| Strindbergshuset (även Röda huset) kallas en numera riven byggnad i kvarteret Fanan i hörnet Karlaplan, Karlavägen och Narvavägen på Östermalm. Byggnaden har fått sitt folkliga namn efter August Strindberg som bodde här mellan 1901 och 1908. Huset uppfördes 1896 efter ritningar av arkitekterna Ludvig Pettersson och Ture Stenberg och revs 1969 efter omfattande protester och en nästan decennielång debatt. Det nya Strindbergshuset stod klart 1971, byggt efter den dansk-svenske arkitekten Hack Kampmanns ritningar. |  | Strindbergshuset (även Röda huset) kallas en numera riven byggnad i kvarteret Fanan i hörnet Karlaplan, Karlavägen och Narvavägen på Östermalm. Byggnaden har fått sitt folkliga namn efter August Strindberg som bodde här mellan 1901 och 1908. Huset uppfördes 1896 efter ritningar av arkitekterna Ludvig Pettersson och Ture Stenberg och revs 1969 efter omfattande protester och en nästan decennielång debatt. Det nya Strindbergshuset stod klart 1971, byggt efter den dansk-svenske arkitekten Hack Kampmanns ritningar. |
| Strindbergshuset (även Röda huset) kallas en numera riven byggnad i kvarteret Fanan i hörnet Karlaplan, Karlavägen och Narvavägen på Östermalm. Byggnaden har fått sitt folkliga namn efter August Strindberg som bodde här mellan 1901 och 1908. Huset uppfördes 1896 efter ritningar av arkitekterna Ludvig Pettersson och Ture Stenberg och revs 1969 efter omfattande protester och en nästan decennielång debatt. Det nya Strindbergshuset stod klart 1971, byggt efter den dansk-svenske arkitekten Hack Kampmanns ritningar. |  | |

| Duvogränd på Södermalm sedd från Ludvigsbergsgatan mot norr. Till vänster på bilden syns den eleganta entrén till Villa Ludvigsberg som uppfördes 1859–1860 efter ritningar av arkitekt Johan Fredrik Åbom för Jacques Lamm, ägaren av Ludvigsbergs Mekaniska Verkstad. Till höger ligger fastigheten Ludvigsberg 14 med trähusbebyggelse från 1750-talet. |  | Duvogränd på Södermalm sedd från Ludvigsbergsgatan mot norr. Till vänster på bilden syns den eleganta entrén till Villa Ludvigsberg som uppfördes 1859–1860 efter ritningar av arkitekt Johan Fredrik Åbom för Jacques Lamm, ägaren av Ludvigsbergs Mekaniska Verkstad. Till höger ligger fastigheten Ludvigsberg 14 med trähusbebyggelse från 1750-talet. |
| Duvogränd på Södermalm sedd från Ludvigsbergsgatan mot norr. Till vänster på bilden syns den eleganta entrén till Villa Ludvigsberg som uppfördes 1859–1860 efter ritningar av arkitekt Johan Fredrik Åbom för Jacques Lamm, ägaren av Ludvigsbergs Mekaniska Verkstad. Till höger ligger fastigheten Ludvigsberg 14 med trähusbebyggelse från 1750-talet. |  | |

| Kvarteret Skansen har en omväxlande historia. Det bildades redan på 1600-talets mitt och försvann på 1960-talet från Stockholms kartor i samband med Norrmalmsregleringen för att återuppstå på 1990-talet. Då hade kvarterets bebyggelse ersatts av nya byggnader. Här en vy från 1962 österut vid dåvarande Drottninggatan 42–44 med det anrika Hotel Regina och ungefär från samma plats i september 2020. Idag finns här trapporna ner till Sergels torg. Till höger reser sig Kulturhuset invigt 1974. |  | Kvarteret Skansen har en omväxlande historia. Det bildades redan på 1600-talets mitt och försvann på 1960-talet från Stockholms kartor i samband med Norrmalmsregleringen för att återuppstå på 1990-talet. Då hade kvarterets bebyggelse ersatts av nya byggnader. Här en vy från 1962 österut vid dåvarande Drottninggatan 42–44 med det anrika Hotel Regina och ungefär från samma plats i september 2020. Idag finns här trapporna ner till Sergels torg. Till höger reser sig Kulturhuset invigt 1974. |
| Kvarteret Skansen har en omväxlande historia. Det bildades redan på 1600-talets mitt och försvann på 1960-talet från Stockholms kartor i samband med Norrmalmsregleringen för att återuppstå på 1990-talet. Då hade kvarterets bebyggelse ersatts av nya byggnader. Här en vy från 1962 österut vid dåvarande Drottninggatan 42–44 med det anrika Hotel Regina och ungefär från samma plats i september 2020. Idag finns här trapporna ner till Sergels torg. Till höger reser sig Kulturhuset invigt 1974. |  | |

| Ett besök på Gröna lund i juli 1963 och i juli 2010. Hörnhusen Djurgårdsvägen/Allmänna gränd ter sig ganska lika, med den stora, gröna texten "GRÖNA LUND" och ljuskedjorna längs takkanten. På taket har texten "TIVOLI" tillkommit. På bilden från 1963 görs reklam för uppträdanden av Evert Taube. På bilden från 2010 syns även Gröna Lunds nya, höga entrébaldakin, som är en kopia av originalet. |  | Ett besök på Gröna lund i juli 1963 och i juli 2010. Hörnhusen Djurgårdsvägen/Allmänna gränd ter sig ganska lika, med den stora, gröna texten "GRÖNA LUND" och ljuskedjorna längs takkanten. På taket har texten "TIVOLI" tillkommit. På bilden från 1963 görs reklam för uppträdanden av Evert Taube. På bilden från 2010 syns även Gröna Lunds nya, höga entrébaldakin, som är en kopia av originalet. |
| Ett besök på Gröna lund i juli 1963 och i juli 2010. Hörnhusen Djurgårdsvägen/Allmänna gränd ter sig ganska lika, med den stora, gröna texten "GRÖNA LUND" och ljuskedjorna längs takkanten. På taket har texten "TIVOLI" tillkommit. På bilden från 1963 görs reklam för uppträdanden av Evert Taube. På bilden från 2010 syns även Gröna Lunds nya, höga entrébaldakin, som är en kopia av originalet. |  | |

| Hantverkargatan 1963 och Hantverkargatan 2008, vy mot öst i höjd med Pipersgatan. Bebyggelsen på vänstra (norra) gatusidan är fortfarande intakt, på högra sidan finns numera många nya kontorsbyggnader. Stockholms stadshus syns i bakgrunden. I samband med högertrafikomläggningen 1967 försvann spårvagnen från stadsbilden. Upphovsman till fotografiet från 1963 är Håkan Trapp. |  | Hantverkargatan 1963 och Hantverkargatan 2008, vy mot öst i höjd med Pipersgatan. Bebyggelsen på vänstra (norra) gatusidan är fortfarande intakt, på högra sidan finns numera många nya kontorsbyggnader. Stockholms stadshus syns i bakgrunden. I samband med högertrafikomläggningen 1967 försvann spårvagnen från stadsbilden. Upphovsman till fotografiet från 1963 är Håkan Trapp. |
| Hantverkargatan 1963 och Hantverkargatan 2008, vy mot öst i höjd med Pipersgatan. Bebyggelsen på vänstra (norra) gatusidan är fortfarande intakt, på högra sidan finns numera många nya kontorsbyggnader. Stockholms stadshus syns i bakgrunden. I samband med högertrafikomläggningen 1967 försvann spårvagnen från stadsbilden. Upphovsman till fotografiet från 1963 är Håkan Trapp. |  | |

| Jakobsgatan förändrades starkt under Norrmalmsregleringen. "Restaurant Löwenbräu" vid Jakobsgatan 20 år 1963 och samma ställe 2007, numera finns här regeringens departementshus, vy mot nordost. Bilden från 1963 är tagen med Agfacolor CT 18, den från 2007 med en digitalkamera med 5 megapixel optisk upplösning. |  | Jakobsgatan förändrades starkt under Norrmalmsregleringen. "Restaurant Löwenbräu" vid Jakobsgatan 20 år 1963 och samma ställe 2007, numera finns här regeringens departementshus, vy mot nordost. Bilden från 1963 är tagen med Agfacolor CT 18, den från 2007 med en digitalkamera med 5 megapixel optisk upplösning. |
| Jakobsgatan förändrades starkt under Norrmalmsregleringen. "Restaurant Löwenbräu" vid Jakobsgatan 20 år 1963 och samma ställe 2007, numera finns här regeringens departementshus, vy mot nordost. Bilden från 1963 är tagen med Agfacolor CT 18, den från 2007 med en digitalkamera med 5 megapixel optisk upplösning. |  | |

| Vissa avsnitt av Vasagatan har inte förändrats mycket på fyrtio år, som bildparet från 1963 respektive 2007 får illustrera. Här en blick söderut i höjd med Stockholms centralstation, i bakgrunden syns Riddarholmskyrkan. Bilderna är tagna av samma fotograf, den från 1963 på Agfacolor CT 18, den från 2007 med en digitalkamera. |  | Vissa avsnitt av Vasagatan har inte förändrats mycket på fyrtio år, som bildparet från 1963 respektive 2007 får illustrera. Här en blick söderut i höjd med Stockholms centralstation, i bakgrunden syns Riddarholmskyrkan. Bilderna är tagna av samma fotograf, den från 1963 på Agfacolor CT 18, den från 2007 med en digitalkamera. |
| Vissa avsnitt av Vasagatan har inte förändrats mycket på fyrtio år, som bildparet från 1963 respektive 2007 får illustrera. Här en blick söderut i höjd med Stockholms centralstation, i bakgrunden syns Riddarholmskyrkan. Bilderna är tagna av samma fotograf, den från 1963 på Agfacolor CT 18, den från 2007 med en digitalkamera. |  | |

| Räntmästarhuset ligger i hörnet Skeppsbron/Slussplan i närheten av Slussen. Byggnaden skapades förmodligen på 1660-talet av Nicodemus Tessin d.ä. och har byggts om ett flertal gånger: på 1890-talet av Fredrik Lilljekvist och senast i början av 1970-talet med Anders Tengbom som arkitekt. Han försökte att ge byggnaden sitt ursprungliga utseende tillbaka. Fotografiet till vänster är taget i maj 1963, det till höger i april 2009. |  | Räntmästarhuset ligger i hörnet Skeppsbron/Slussplan i närheten av Slussen. Byggnaden skapades förmodligen på 1660-talet av Nicodemus Tessin d.ä. och har byggts om ett flertal gånger: på 1890-talet av Fredrik Lilljekvist och senast i början av 1970-talet med Anders Tengbom som arkitekt. Han försökte att ge byggnaden sitt ursprungliga utseende tillbaka. Fotografiet till vänster är taget i maj 1963, det till höger i april 2009. |
| Räntmästarhuset ligger i hörnet Skeppsbron/Slussplan i närheten av Slussen. Byggnaden skapades förmodligen på 1660-talet av Nicodemus Tessin d.ä. och har byggts om ett flertal gånger: på 1890-talet av Fredrik Lilljekvist och senast i början av 1970-talet med Anders Tengbom som arkitekt. Han försökte att ge byggnaden sitt ursprungliga utseende tillbaka. Fotografiet till vänster är taget i maj 1963, det till höger i april 2009. |  | |

| Hamngatan före och efter Norrmalmsregleringen. Bilden till vänster är från 1964 och visar Blancheteatern vid Kungsträdgården, med vy mot väst. Bilden till höger är från våren 2009, i stället för Blanchteatern uppfördes 1969 Sven Markelius' Sverigehuset. |  | Hamngatan före och efter Norrmalmsregleringen. Bilden till vänster är från 1964 och visar Blancheteatern vid Kungsträdgården, med vy mot väst. Bilden till höger är från våren 2009, i stället för Blanchteatern uppfördes 1969 Sven Markelius' Sverigehuset. |
| Hamngatan före och efter Norrmalmsregleringen. Bilden till vänster är från 1964 och visar Blancheteatern vid Kungsträdgården, med vy mot väst. Bilden till höger är från våren 2009, i stället för Blanchteatern uppfördes 1969 Sven Markelius' Sverigehuset. |  | |

| Stockholms stadslandskap präglas av stadens läge mellan Mälaren och Östersjön. På detta fotopar visas två vinterbilder över Ladugårdslandsviken mot öst från Museikajen intill Skeppsholmsbron. På bilden till vänster från 1965 syns Kaknästornet längst bort. Tornet är fortfarande under byggnad och invigdes två år senare. Vid kajen på Skeppsholmen ligger Svenska flottans krigsfartyg, det gjorde de fram till 1968. Längst till höger skymtar Råseglarhuset och i bakgrunden syns Nordiska museet. |  | Stockholms stadslandskap präglas av stadens läge mellan Mälaren och Östersjön. På detta fotopar visas två vinterbilder över Ladugårdslandsviken mot öst från Museikajen intill Skeppsholmsbron. På bilden till vänster från 1965 syns Kaknästornet längst bort. Tornet är fortfarande under byggnad och invigdes två år senare. Vid kajen på Skeppsholmen ligger Svenska flottans krigsfartyg, det gjorde de fram till 1968. Längst till höger skymtar Råseglarhuset och i bakgrunden syns Nordiska museet. |
| Stockholms stadslandskap präglas av stadens läge mellan Mälaren och Östersjön. På detta fotopar visas två vinterbilder över Ladugårdslandsviken mot öst från Museikajen intill Skeppsholmsbron. På bilden till vänster från 1965 syns Kaknästornet längst bort. Tornet är fortfarande under byggnad och invigdes två år senare. Vid kajen på Skeppsholmen ligger Svenska flottans krigsfartyg, det gjorde de fram till 1968. Längst till höger skymtar Råseglarhuset och i bakgrunden syns Nordiska museet. |  | |

| Ytterligare en vy från Stadshustornet, men lite mera åt söder. Fotografierna är tagna 1965 respektive 2009. 1965 byggdes det fortfarande på Centralbron, tätt förbi Strömsborg. Riksdagshusets annex, den gamla Riksbanken, höjdes med några våningar i början av 1980-talet, annars är staden sig ganska lik. |  | Ytterligare en vy från Stadshustornet, men lite mera åt söder. Fotografierna är tagna 1965 respektive 2009. 1965 byggdes det fortfarande på Centralbron, tätt förbi Strömsborg. Riksdagshusets annex, den gamla Riksbanken, höjdes med några våningar i början av 1980-talet, annars är staden sig ganska lik. |
| Ytterligare en vy från Stadshustornet, men lite mera åt söder. Fotografierna är tagna 1965 respektive 2009. 1965 byggdes det fortfarande på Centralbron, tätt förbi Strömsborg. Riksdagshusets annex, den gamla Riksbanken, höjdes med några våningar i början av 1980-talet, annars är staden sig ganska lik. |  | |

| Kungsgatan i julbelysning 1965 och 2010 med vy västerut från Malmskillnadsbron. Längst till höger syns fasaden för Centrumhuset, ritad av Cyrillus Johansson och i bakgrunden hörnan av fastigheten Hästhuvudet 13. Till vänster skymtar biograf Royal där filmvisningen lades ner 2007. Utöver ljusreklamen har inte mycket förändrats; SF:s runda röda neonskylt fanns redan där på 1940-talet. |  | Kungsgatan i julbelysning 1965 och 2010 med vy västerut från Malmskillnadsbron. Längst till höger syns fasaden för Centrumhuset, ritad av Cyrillus Johansson och i bakgrunden hörnan av fastigheten Hästhuvudet 13. Till vänster skymtar biograf Royal där filmvisningen lades ner 2007. Utöver ljusreklamen har inte mycket förändrats; SF:s runda röda neonskylt fanns redan där på 1940-talet. |
| Kungsgatan i julbelysning 1965 och 2010 med vy västerut från Malmskillnadsbron. Längst till höger syns fasaden för Centrumhuset, ritad av Cyrillus Johansson och i bakgrunden hörnan av fastigheten Hästhuvudet 13. Till vänster skymtar biograf Royal där filmvisningen lades ner 2007. Utöver ljusreklamen har inte mycket förändrats; SF:s runda röda neonskylt fanns redan där på 1940-talet. |  | |

| Vasagatan mellan Vattugatan (till vänster) och Herkulesgatan före och efter Norrmalmsregleringen. Bilden till vänster är från 1965, bilden till höger från 2009. Alla gamla byggnader är borta, Vattugatan och Herkulesgatan är på- och avfartsramper till Klaratunneln. Längst till höger syns Hotel Sheraton och i bakgrunden i mitten Elefanten |  | Vasagatan mellan Vattugatan (till vänster) och Herkulesgatan före och efter Norrmalmsregleringen. Bilden till vänster är från 1965, bilden till höger från 2009. Alla gamla byggnader är borta, Vattugatan och Herkulesgatan är på- och avfartsramper till Klaratunneln. Längst till höger syns Hotel Sheraton och i bakgrunden i mitten Elefanten |
| Vasagatan mellan Vattugatan (till vänster) och Herkulesgatan före och efter Norrmalmsregleringen. Bilden till vänster är från 1965, bilden till höger från 2009. Alla gamla byggnader är borta, Vattugatan och Herkulesgatan är på- och avfartsramper till Klaratunneln. Längst till höger syns Hotel Sheraton och i bakgrunden i mitten Elefanten |  | |

| En vy från Skinnarviksberget över Riddarfjärden mot Riddarholmen med drygt 40 års mellanrum. I förgrunden syns taken från Münchenbryggeriet och bryggeriets skorsten är till höger i bild (något beskuret). På fotografiet från 2008 har fartyget Mälardrottningen vid Södra Riddarholmshamnen tillkommit annars är sig allt likt. |  | En vy från Skinnarviksberget över Riddarfjärden mot Riddarholmen med drygt 40 års mellanrum. I förgrunden syns taken från Münchenbryggeriet och bryggeriets skorsten är till höger i bild (något beskuret). På fotografiet från 2008 har fartyget Mälardrottningen vid Södra Riddarholmshamnen tillkommit annars är sig allt likt. |
| En vy från Skinnarviksberget över Riddarfjärden mot Riddarholmen med drygt 40 års mellanrum. I förgrunden syns taken från Münchenbryggeriet och bryggeriets skorsten är till höger i bild (något beskuret). På fotografiet från 2008 har fartyget Mälardrottningen vid Södra Riddarholmshamnen tillkommit annars är sig allt likt. |  | |

| Liksom Jakobsgatan förändrades även Mäster Samuelsgatan i Norrmalmsregleringens slutskede. Bildparet visar gatan 1966 och 2008 med vy mot öst i höjd med Regeringsgatan. På norra sidan av gatan, i kvarteret Oxen Större uppstod mellan åren 1975–1978 ett stort kontorskomplex, det så kallade Salénhuset. |  | Liksom Jakobsgatan förändrades även Mäster Samuelsgatan i Norrmalmsregleringens slutskede. Bildparet visar gatan 1966 och 2008 med vy mot öst i höjd med Regeringsgatan. På norra sidan av gatan, i kvarteret Oxen Större uppstod mellan åren 1975–1978 ett stort kontorskomplex, det så kallade Salénhuset. |
| Liksom Jakobsgatan förändrades även Mäster Samuelsgatan i Norrmalmsregleringens slutskede. Bildparet visar gatan 1966 och 2008 med vy mot öst i höjd med Regeringsgatan. På norra sidan av gatan, i kvarteret Oxen Större uppstod mellan åren 1975–1978 ett stort kontorskomplex, det så kallade Salénhuset. |  | |

| Brunkebergstorg förändrades under Norrmalmsregleringen på 1960-talets slut. Till vänster en vy mot norr med Televerkets hus i fonden den 31 maj 1967. Torget efter senaste uppfräschning sett från samma fotopunkt den 4 augusti 2020 med huset för Sveriges riksbank i fonden. |  | Brunkebergstorg förändrades under Norrmalmsregleringen på 1960-talets slut. Till vänster en vy mot norr med Televerkets hus i fonden den 31 maj 1967. Torget efter senaste uppfräschning sett från samma fotopunkt den 4 augusti 2020 med huset för Sveriges riksbank i fonden. |
| Brunkebergstorg förändrades under Norrmalmsregleringen på 1960-talets slut. Till vänster en vy mot norr med Televerkets hus i fonden den 31 maj 1967. Torget efter senaste uppfräschning sett från samma fotopunkt den 4 augusti 2020 med huset för Sveriges riksbank i fonden. |  | |

| På 1960-talet var bebyggelsen på Mariaberget östra rivningshotad. Men planerna förhindrades och Hornsgatspuckeln med sin historiska bebyggelse fick vara kvar. Under 1970-talet genomfördes en varsam upprustning av husen som leddes av Stockholms stads fastighetskontorets arkitekt- och byggnadsavdelning i samråd med Stockholms stadsmuseum. Här syns bostadshuset Hornsgatan 34 i kvarteret Svalgången före och efter renoveringen. Fastigheten ägs och förvaltas av kommunägda AB Stadsholmen. |  | På 1960-talet var bebyggelsen på Mariaberget östra rivningshotad. Men planerna förhindrades och Hornsgatspuckeln med sin historiska bebyggelse fick vara kvar. Under 1970-talet genomfördes en varsam upprustning av husen som leddes av Stockholms stads fastighetskontorets arkitekt- och byggnadsavdelning i samråd med Stockholms stadsmuseum. Här syns bostadshuset Hornsgatan 34 i kvarteret Svalgången före och efter renoveringen. Fastigheten ägs och förvaltas av kommunägda AB Stadsholmen. |
| På 1960-talet var bebyggelsen på Mariaberget östra rivningshotad. Men planerna förhindrades och Hornsgatspuckeln med sin historiska bebyggelse fick vara kvar. Under 1970-talet genomfördes en varsam upprustning av husen som leddes av Stockholms stads fastighetskontorets arkitekt- och byggnadsavdelning i samråd med Stockholms stadsmuseum. Här syns bostadshuset Hornsgatan 34 i kvarteret Svalgången före och efter renoveringen. Fastigheten ägs och förvaltas av kommunägda AB Stadsholmen. |  | |

| Sagerska husen på bilden till vänster från 1968. Fasaden av vit marmor och i jugendstil, husen revs 1970 i samband med Norrmalmsregleringen. I deras ställe uppfördes 1971–1974 PK-huset med strikt fasad av röd-rosa Älvdalskvartsit. Fastigheten klassades år 2007 genom Stadsmuseets Norrmalmsinventering som "värdefullast" bland en av 14 byggnader på Norrmalm som hade uppförts 1960–1980 och gavs en blåmärkning. I bakgrunden skymtar varuhuset NK. Sagerska husen fotograferades av stockholmsfotografen Lennart af Petersens. |  | Sagerska husen på bilden till vänster från 1968. Fasaden av vit marmor och i jugendstil, husen revs 1970 i samband med Norrmalmsregleringen. I deras ställe uppfördes 1971–1974 PK-huset med strikt fasad av röd-rosa Älvdalskvartsit. Fastigheten klassades år 2007 genom Stadsmuseets Norrmalmsinventering som "värdefullast" bland en av 14 byggnader på Norrmalm som hade uppförts 1960–1980 och gavs en blåmärkning. I bakgrunden skymtar varuhuset NK. Sagerska husen fotograferades av stockholmsfotografen Lennart af Petersens. |
| Sagerska husen på bilden till vänster från 1968. Fasaden av vit marmor och i jugendstil, husen revs 1970 i samband med Norrmalmsregleringen. I deras ställe uppfördes 1971–1974 PK-huset med strikt fasad av röd-rosa Älvdalskvartsit. Fastigheten klassades år 2007 genom Stadsmuseets Norrmalmsinventering som "värdefullast" bland en av 14 byggnader på Norrmalm som hade uppförts 1960–1980 och gavs en blåmärkning. I bakgrunden skymtar varuhuset NK. Sagerska husen fotograferades av stockholmsfotografen Lennart af Petersens. |  | |

| Sergels torg och nya Hötorgscity norr om torget stod färdiga omkring 1967. Bilden till vänster är från juli 1968 med den äldre bebyggelsen längs södra sidan om torget i bakgrunden. Snart skulle dessa rivas och ersättas med Peter Celsings Kulturhuset som invigdes 1974. |  | Sergels torg och nya Hötorgscity norr om torget stod färdiga omkring 1967. Bilden till vänster är från juli 1968 med den äldre bebyggelsen längs södra sidan om torget i bakgrunden. Snart skulle dessa rivas och ersättas med Peter Celsings Kulturhuset som invigdes 1974. |
| Sergels torg och nya Hötorgscity norr om torget stod färdiga omkring 1967. Bilden till vänster är från juli 1968 med den äldre bebyggelsen längs södra sidan om torget i bakgrunden. Snart skulle dessa rivas och ersättas med Peter Celsings Kulturhuset som invigdes 1974. |  | |

### Bildkällor
- Robert Gallerick (1998). Stockholmsfärg. Värnamo: Fält & Hässler. ISBN 91 630 6946 6
- Sjöbrandt, Anders; Sylvén, Björn (2000). Stockholm – staden som försvann: bilder i färg från 1950- och 60-talen. Stockholm: Natur & Kultur/LT. Libris 7230856. ISBN 91-27-35225-0
- Stockholms stadsmuseum via Stockholmskällan se: www.stockholmskallan.se
- Stockholms spårvägsmuseum via Stockholmskällan se: www.stockholmskallan.se
- Fria privatbilder